# Cão-de-canaã
Cão-de-canaã[Nota] (em hebraico:  כלב כנעני) é uma raça de cão caipira originária de Israel. Foi utilizada como raça guardiã de israelitas antigos, embora quase extinta quando os romanos invadiram a região 2 000 anos atrás. Os poucos que restaram, espalharam-se pela região, tornando-se selvagens. 
Devido as suas adaptações fisiológicas únicas a fim de facilitar a sua sobrevivência em ambientes tão hostís, como a redução da perda de flúidos e aquecimento, além do seu instinto de sobrevivência conseguiu, conseguiu sobreviver nos desertos da região vivendo próximos a comunidades beduínas até ser eedescoberto pela Dra. Rudolphina Menzel, em 1938, sendo redomesticado logo em seguida.
O primeiro espécime sendo batizado de Dugma, exemplo em hebraico.
Após a sua domesticação, ele foi utilizado pela IDF, a força de defesa Israelense e, posteriormente, como cão guia para cegos, mas também como um cão ideal para famílias.
O Cão-de-Canaã só começa a ganhar um pouco mais de visibilidade do ponto de vista mundial quando John F. Kennedy Jr. o adota, em 1990.
Fisicamente pode chegar a pesar 25 kg e medir 60 cm.